# Бро Таун
«Бро Таун» (англ. bro'Town) — анимационный телевизионный сериал производства Новой Зеландии, повествующий о жизни пяти подростков в пригороде новозеландского города Окленд, которые имеют характеры самых затертых школьников, но тем не менее находят друг друга и сколачивают свою собственную банду Мониксайдс. Каждый день эти подростки сталкиваются с тяжкими проблемами, которые приготовила для них жизнь, и пытаются их решить. В сериале идут яркое пересечение различных ссылок на религиозность, древнюю полинезийскую культуру маори, литературу Новой Зеландии и прочее. В 2010 году транслируется на русском телеканале 2x2.

## Персонажи
- Вале — брат Валеа, начитанный, самый умный из всех ребят. Лучший ученик и оратор школы. Тем не менее его многие задирают за это, называя «ботаником» и «четырехглазым» из-за того, что Вале носит очки. Сам Вале очень скромный, но очень храбрый. Непроизвольно исправляет ошибки в разговоре и написании друзей, порядком поднадоев им. Часто приводит в пример известных классиков и поэтов.
- Валеа — брат Вале, в жизни полный неудачник. Валеа очень сильно заинтересован в красивых девушках, но после того как он предлагает им встречаться, всегда получает отказ, и по этому рассказывает своим друзьям небылицы о том, как встречался с несколькими девушками сразу, но потом всегда добавляет: «Только им не говори, они все равно будут все отрицать». Так же Валеа очень глуп и заваливает все работы в школе. Правда, был один случай, когда его сбил автобус и он стал гением на время.
- Сиона — лучший друг и сосед братьев Вале и Валеа, известный, как «маменькин сынок», за то, что боится своей мамы больше смерти. Чтобы снять с себя это прозвище, Сиона пытается быть крутым, изображая из себя бабника, гангстера, серфингиста, но все это заканчивается тем, что Сиона получает хорошую порку, а затем наказания на целый день по домашней работе. Имеет старшую сестру, двух братьев (старшего от первого брака и младшего от второго), мать и отчима (настоятеля в церкви). Отец Сионы сбежал из дома из-за ужасного характера своей жены, и теперь занимается серфингом, живя на пляжах. Сиона ужасно любит подругу своей сестры, которая его не замечает, отчего он и страдает.
- Мак — избалованный, толстый мальчик с явными гомосексуальными отклонениями. В детстве он не имел друзей и разговаривал только с игрушками, что вскоре привело его к психическим срывам. В группе друзей Мак говорит, что живёт на улице, спит на автобусной остановке, таскает еду из магазинов и занимается прочим рэкетом. На самом деле Мак живёт в особняке с любящими мамой и папой, а его настоящее имя Родни. Его друзья очень уважают Мака за его байки, и стараются игнорировать его гомосексуальное поведение, которое иногда проявляется у него. Несмотря на его телосложение, хорошо плавает, играет в американский футбол, хорошо владеет баскетбольным мячом, водит машину, катается на коньках, умеет хорошо петь и рисовать (последний талант не использует перед друзьями). Преуспевает по большинству предметов и старается не отставать от моды в одежде.
- Джефф — коренной маори, перебравшийся с островов поближе к цивилизации. Живёт в нижнем городе в автомобильном фургоне. Имеет одну мать и восемь отцов, которые даже не знают, кто он такой. Всегда и везде ходит с гитарой, которая уже поломалась, но бережно склеена клейкой лентой, и в любую минуту может затянуть народную песню. Носит шапку, под которой спрятаны дредлоки и школьную форму на босу ногу. Вне школы ходит только в шапке и штанах. Как стало известно позже, не носит нижнего белья. Часто изображается с насморком, очень чувствительный человек. Говорит всем: «каждый мой двоюродный брат, за исключением Уинстона Питерса». Его семья в родстве с такими актёрами, как Кейша Касл Хьюз и Клифф Кертис. Одно время взлетел на пике славы, изобретая свой стиль одежды и попадая в шоубизнес, но вскоре скатился вниз, продал гитару и хотел повеситься, но верные друзья спасли его от этого.